# Trie-sur-Baïse
Trie-sur-Baïse är en kommun i departementet Hautes-Pyrénées i regionen Occitanien i sydvästra Frankrike. Kommunen ligger i kantonen Trie-sur-Baïse som tillhör arrondissementet Tarbes. År 2022 hade Trie-sur-Baïse 993 invånare.

## Befolkningsutveckling
Antalet invånare i kommunen Trie-sur-Baïse
| Referens: INSEE |